# Dereizm
Dereizm (inaczej myślenie dereistyczne, łac. de re „z dala od rzeczywistości”) – objaw psychopatologiczny, należący do grupy zaburzeń myślenia, polegający na nieliczeniu się z realiami (niekiedy na katatymicznym interpretowaniu rzeczywistości), mogącymi skutkować różnego rodzaju niedostosowaniem do warunków panujących w otoczeniu, w tym zachowaniami dziwacznymi lub naruszającymi powszechnie przyjmowane reguły społeczne, często ze szkodą dla danej osoby. W przypadkach psychoz dereizmowi często towarzyszy urojeniowe interpretowanie rzeczywistości. W schizofrenii często współwystępuje z tzw. autyzmem schizofrenicznym.